# 梅爾頓莫布雷
梅爾頓莫布雷（Melton Mowbray，/ˈmɛltən ˈmoʊbri/）是英格蘭萊斯特郡的一個鎮，位於萊斯特東北19英里（31）、諾丁漢東南20英里（32）處。梅爾頓莫布雷有人口25,554人。梅爾頓莫布雷有農業首都之稱。

## 外部連結
- 维基导游上有關梅爾頓莫布雷的旅行指南
- Melton Online
- Melton Borough Council services （页面存档备份，存于）
- Melton Tourist information